# ハス (魚)
ハス（鰣、英: Opsariichthys uncirostris）は、コイ科に分類される淡水魚の一種。コイ科魚類としては珍しい完全な魚食性の魚である。

## 形態

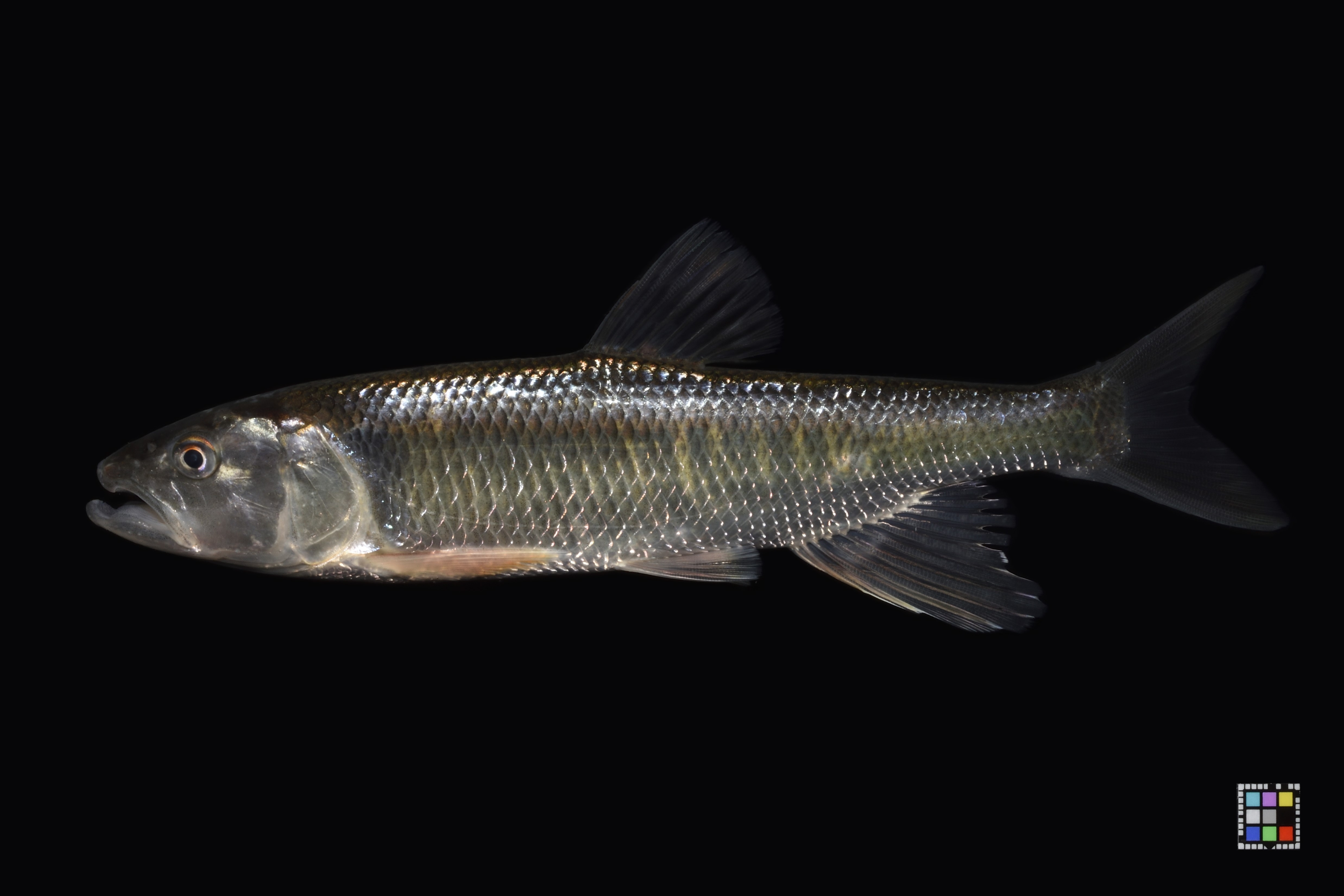
金属光沢を呈するハス（筑後平野・国内移入）のオス。

成魚の体長は多くの場合30cm、最大で40cmに達する。オスの方がメスより大型になる。
頭部を除いた体つきはオイカワに似て、前後に細長い流線型、左右も平たく側扁し、尻びれが三角形に大きく発達する。体色は背中が青みを帯び、体側から腹部にかけては銀白色である。口は下顎が上顎より前に突き出ていて、口が上向きに大きく裂け、唇が左右と前で「へ」の字に計三度折れ曲がる。目は小さく、他のコイ科魚類に比べて背中側に寄っている。この独特の風貌で他の魚と容易に区別できる。
ただ、幼魚のうちは上記のような本種の特徴が弱いため特にオイカワに酷似し識別が困難な場合もある。成長するにつれ、頭部が大きくなり、眼が上方背面寄りに移動し、独特の口の形状も顕著となっていく。また、オスのほうがメスよりも本種の外部形態上の特徴が強く発現される。

## 分類
日本以外ではアムール川水系、朝鮮半島、長江水系からインドシナ半島北部にかけてのほか、台湾にも分布する。4ヶ所の分布域ではそれぞれ亜種に区分されている。
- O. u. uncirostris (Temminck et Schlegel, 1846) - 日本
- O. u. amurensis Berg, 1932 - アムール川
- O. u. bidens Gunther, 1873 - 朝鮮半島、長江からインドシナ半島、海南島 : ただし亜種ではなく別種 O. bidens とする見解もある。

## 生態
主に河川の中流-下流や平野部の湖沼の砂底域を好んで棲息する。酸欠に極めて弱く、高温耐性も高い方ではないが、霞ヶ浦のような水質の悪い水域にも生息することはできる。産卵時期と産卵場所の環境はオイカワと一致する。
肉食性。アユ、コイ科魚類、ハゼ類などの小魚を積極的に追い回し捕食する。独特の形状に発達した口も、くわえた魚を逃がさないための適応とみられる。
動作は敏捷で、小魚を追い回す時や川を遡る時、驚いた時などはよく水面上にジャンプする。また琵琶湖での生態調査では、一つの地点から放流した標識個体が一月でほぼ湖全体に分散してしまったことが報告されており、長距離の遊泳力にも優れることが窺える。
コイ科魚類、そして日本在来の淡水魚では数少ない完全な魚食性の魚で、ナマズと同様に淡水域の食物連鎖の上位に立つ。日本在来の魚食性淡水魚はナマズやドンコやカワアナゴ、カジカ類など待ち伏せ型が多いが、ハスは遊泳力が高く追い込み型である点でも唯一といえる存在であった。近年はブルーギルなどの外来種が勢力を伸ばしているため、ハスと地位を争う例もみられる。体長150mmくらいまでは、動物性プランクトンや水棲昆虫の成虫期以外のものを餌としている。
繁殖期は6月-7月頃で、この時期のオスはオイカワに似た婚姻色が現れる。湖や川の浅瀬にオスとメスが多数集まり、砂礫の中に産卵する。
孵化した稚魚は成魚ほど口が裂けておらず、ケンミジンコなどのプランクトンを捕食するが、成長に従って口が大きく裂け、魚食性が強くなる。飼育下寿命は7年ほどである。

## 人間との関係
東アジアと日本に分布する。
日本
自然分布は琵琶湖、淀川水系、福井県の三方五湖の三方湖に限られる。三方湖個体群は2006 - 2007年の調査では確認できず、絶滅した可能性もある。琵琶湖での減少原因を、ブルーギルやブラックバスなどの魚食性外来魚による魚卵や稚魚の捕食によるものとする報告もあるが、魚食性外来魚による捕食だけで無くハスの分布（生息）に適さない護岸と砂地ではない生息環境が増えたためと考える研究者もいる。福井県レッドリストでは2016年現在は三方湖産個体群が、県域絶滅危惧I類と判定されている。
20世紀後半頃からアユなど有用魚種の放流に混じって各地に広がり、関東地方や濃尾平野、中国地方、九州などにも分布するようになった。今日では流れの比較的緩やかな水域では一般的な魚のひとつとなっている。一部では食害の報告もあったが、他の外来種のほうが注目されやすいためか、それほど問題とはされていない。福岡県では駆除の研究が行われた。
警戒心が強く、動きが機敏で引きの力も強いため、分布域ではルアーなどによる釣りの対象として人気がある。釣りのほかにも刺し網や投網などで漁獲される。琵琶湖では、1955年頃には年間200トン程度の漁獲があった、以降減少と増加を繰り返し 1990年代前半には 400トンを越える漁獲を記録したが、2010年頃には 35トン、2016年には16トンまで減少した。
身は白身で、塩焼き、天ぷら、唐揚げ、南蛮漬け、車切り（雌の背ごしを洗いにしたもの）などで食べられる。生息数が多い琵琶湖周辺では鮮魚店でも販売されている。中国では唐揚げかオイル焼きにすることが多い。
神経質なため、音や光などに驚いてガラス面に突進し頭をぶつけたり、ジャンプして水槽から飛び出してしまうことが頻繁にあり、それが原因で死んでしまうことがある。また、スレ傷や酸欠、水質悪化、高水温並びに水温差に弱く、上手に飼育しないとすぐに死んでしまうため、飼育の難易度は高い。成魚の場合は狭いと弱るため、最低でも90cm以上の水槽が不可欠となる。泳ぎは機敏で落ち着きがなく高速で泳ぎ回るため、衝突防止策としてガラス面には水草をたくさん植えて、ジャンプによる飛び出しを防止するため、水槽の上部にはクッション性があるものでフタをするとよい。
餌は成魚は配合飼料に慣れるのに時間がかかるため、最初のうちは小魚、赤虫の生餌などがよい。なお、配合飼料に慣れさせるためには、オイカワを一緒に飼育すると効果的である。10cmくらいの幼魚であれば成魚よりも比較的飼いやすい。

## 別名
容姿がオイカワに似ていることもあり、淀川流域ではオイカワを「ハス」、ハスを「ケタバス」と呼ぶ。標準和名との混乱があるので注意を要する。また、その風貌とオイカワの別称である「ヤマベ」から「オニヤマベ」と呼ぶこともある。
中国語では「馬口魚 mǎkǒuyú」と称し、別名に「桃花魚」、「山鱤」、「坑爬」、「寛口」がある。地方名では、福建省の客家語で「大口魚」、莆仙語で「闊嘴耍」と呼ばれる。広東省ではオイカワとの混称で「紅車公」と呼ばれる。